# Supercopa de Europa 2008
La Supercopa de la UEFA 2008 fue la 33.ª edición de la Supercopa de Europa que enfrentó al ganador de la Liga de Campeones y de la Copa de la UEFA de la temporada anterior 2007-08. El partido tuvo lugar entre el Manchester United y el Zenit de San Petersburgo, con victoria de este último por dos goles a uno. El partido se celebró el 29 de agosto de 2008 en el Stade Louis II en Mónaco.

## Previo
Esta edición de la Supercopa de Europa fue la trigésimo tercera.
El Manchester United ganó la Liga de Campeones de la UEFA 2007-08 al imponerse en la final al Chelsea en la tanda de penaltis después de haber empatado a 1 ese partido. Esta fue la segunda vez que el equipo inglés disputa esta competición. En su anterior participación, en 1991, conquistó el título ganando al Estrella Roja por 1-0. El equipo llegó al partido con una baja muy importante, la de Cristiano Ronaldo, quien se estaba recuperando de una operación en el tobillo derecho.
Por su parte el Zenit de San Petersburgo se clasificó para jugar este partido después de ganar la Copa de la UEFA 2007-08, derrotando en la final al Glasgow Rangers (2-0). Es la primera participación del Zenit en este campeonato y la segunda para un equipo de Rusia (el CSKA Moscú jugó la Supercopa de Europa 2005). El equipo llegó al partido ya rodado (el Zenit estaba inmerso en el campeonato ruso), pudiendo contar con su gran estrella, Andréi Arshavin, y con su nuevo fichaje, Danny, por el que pagó 30 millones de euros. Danny hizo su debut con el Zenit en este partido.

## Partido

### Primera parte
El Zenit salió muy animado y controló toda la primera parte. Dispuso de varias oportunidades para marcar, sobre todo por el ala derecha mediante los centros al área lanzados por Aniukov y Zyriánov, pero no tuvo fortuna Pogrebniak al rematar esos centros. Danny también creaba peligro, pero el gran trabajo defensivo de Rio Ferdinand le impidió marcar.
El Manchester dispuso de una ocasión, cuando Carlos Tévez disparó flojo a las manos de Malaféyev. En el otro extremo del campo Ivica Križanac también pudo marcar.
El Zenit apretó en los minutos finales y consiguió lo que buscaba, un gol. Fue en un saque de esquina lanzado por Alejandro Domínguez. El balón fue peinado en primera instancia por Igor Denisov hacia atrás, donde estaba Pável Pogrebniak, quien remató de cabeza al fondo de las mallas.

### Segunda parte
Andréi Arshavin entró al campo después del descanso sustituyendo a Alejandro Domínguez, aunque fue el debutante Danny quien consiguió marcar a los 59 minutos gracias a una acción individual.
Después del gol el Manchester sacó al campo a John O'Shea y a Park Ji-Sung. Con el cambio, y con el excelente trabajo de Carlos Tévez, el equipo despertó. Consiguió un gol en el minuto 73 Nemanja Vidić a pase de Tévez. Luego el club inglés se lanzó al ataque para intentar empatar, mientras el equipo ruso defendía con todo y buscaba un tercer gol por merdio de Danny y Arshavin al contraataque.
En el último minuto de partido el árbitro expulsó a Paul Scholes cuando le mostró la segunda amarilla. Al poco llegó el final del partido.

## Detalles
| 1          | POR        | Edwin van der Sar |     |
| 2          | DEF        | Gary Neville      | 76' |
| 5          | DEF        | Rio Ferdinand     |     |
| 15         | DEF        | Nemanja Vidić     |     |
| 3          | DEF        | Patrice Evra      |     |
| 24         | MED        | Darren Fletcher   | 60' |
| 18         | MED        | Paul Scholes      |     |
| 8          | MED        | Anderson          | 60' |
| 17         | MED        | Nani              |     |
| 10         | DEL        | Wayne Rooney      |     |
| 32         | DEL        | Carlos Tévez      |     |
| Entrenador | Entrenador | Alex Ferguson     |     |

| 16         | POR        | Viacheslav Malaféyev |     |
| 22         | DEF        | Aleksandr Aniukov    |     |
| 4          | DEF        | Ivica Križanac       | 71' |
| 28         | DEF        | Sébastien Puygrenier | 62' |
| 11         | DEF        | Radek Šírl           |     |
| 44         | MED        | Anatoli Timoshchuk   |     |
| 18         | MED        | Konstantín Zyriánov  |     |
| 27         | MED        | Igor Denisov         |     |
| 19         | MED        | Danny                |     |
| 7          | DEL        | Alejandro Domínguez  | 46' |
| 8          | DEL        | Pável Pogrebniak     |     |
| Entrenador | Entrenador | Dick Advocaat        |     |

| 13 | MED | Park Ji-Sung | 60' |
| 20 | DEF | John O'Shea  | 60' |
| 6  | DEF | Wes Brown    | 76' |

| 10 | MED | Andréi Arshavin   | 46' |
| 15 | DEF | Román Shirókov    | 62' |
| 2  | MED | Vladislav Radimov | 71' |

| Anotado | 73' | Nemanja Vidić | 1-2 |

| Anotado | 44' | Pável Pogrebniak | 0-1 |
| Anotado | 59' | Danny Alves      | 0-2 |

| Amonestado | 45+1' | Paul Scholes |
| Amonestado | 54'   | Anderson     |
| Amonestado | 74'   | Carlos Tévez |

| Otorgado · Otorgado otra vez · Expulsado | 90' | Paul Scholes |

|  |

| Árbitro              | Claus Bo Larsen    |
| Árbitros asistentes: | Henrik Sonderby    |
| Árbitros asistentes: | Anders Norrestrand |
| Cuarto árbitro:      | Nicolai Vollquartz |

| 1          | POR        | Edwin van der Sar |     |
| 2          | DEF        | Gary Neville      | 76' |
| 5          | DEF        | Rio Ferdinand     |     |
| 15         | DEF        | Nemanja Vidić     |     |
| 3          | DEF        | Patrice Evra      |     |
| 24         | MED        | Darren Fletcher   | 60' |
| 18         | MED        | Paul Scholes      |     |
| 8          | MED        | Anderson          | 60' |
| 17         | MED        | Nani              |     |
| 10         | DEL        | Wayne Rooney      |     |
| 32         | DEL        | Carlos Tévez      |     |
| Entrenador | Entrenador | Alex Ferguson     |     |

| 16         | POR        | Viacheslav Malaféyev |     |
| 22         | DEF        | Aleksandr Aniukov    |     |
| 4          | DEF        | Ivica Križanac       | 71' |
| 28         | DEF        | Sébastien Puygrenier | 62' |
| 11         | DEF        | Radek Šírl           |     |
| 44         | MED        | Anatoli Timoshchuk   |     |
| 18         | MED        | Konstantín Zyriánov  |     |
| 27         | MED        | Igor Denisov         |     |
| 19         | MED        | Danny                |     |
| 7          | DEL        | Alejandro Domínguez  | 46' |
| 8          | DEL        | Pável Pogrebniak     |     |
| Entrenador | Entrenador | Dick Advocaat        |     |

| 13 | MED | Park Ji-Sung | 60' |
| 20 | DEF | John O'Shea  | 60' |
| 6  | DEF | Wes Brown    | 76' |

| 10 | MED | Andréi Arshavin   | 46' |
| 15 | DEF | Román Shirókov    | 62' |
| 2  | MED | Vladislav Radimov | 71' |

| Anotado | 73' | Nemanja Vidić | 1-2 |

| Anotado | 44' | Pável Pogrebniak | 0-1 |
| Anotado | 59' | Danny Alves      | 0-2 |

| Amonestado | 45+1' | Paul Scholes |
| Amonestado | 54'   | Anderson     |
| Amonestado | 74'   | Carlos Tévez |

| Otorgado · Otorgado otra vez · Expulsado | 90' | Paul Scholes |

|  |

| Árbitro              | Claus Bo Larsen    |
| Árbitros asistentes: | Henrik Sonderby    |
| Árbitros asistentes: | Anders Norrestrand |
| Cuarto árbitro:      | Nicolai Vollquartz |

| \| Estadísticas \| Manchester Ud. \| Zenit \| \| Goles \| 1 \| 2 \| \| Total disparos \| 13 \| 9 \| \| Tiros a puerta \| 6 \| 5 \| \| Posesión de balón \| 46% \| 54% \| \| Saques de esquina \| 6 \| 3 \| \| Faltas cometidas \| 16 \| 12 \| \| Fueras de juego \| 2 \| 1 \| \| Tarjetas amarillas \| 4 \| 0 \| \| Tarjetas rojas \| 1 \| 0 \| | Alineación inicial |       |
| Estadísticas | Manchester Ud.     | Zenit |
| Goles | 1                  | 2     |
| Total disparos | 13                 | 9     |
| Tiros a puerta | 6                  | 5     |
| Posesión de balón | 46%                | 54%   |
| Saques de esquina | 6                  | 3     |
| Faltas cometidas | 16                 | 12    |
| Fueras de juego | 2                  | 1     |
| Tarjetas amarillas | 4                  | 0     |
| Tarjetas rojas | 1                  | 0     |

|                                           |
| Bandera de Rusia                          |
| Campeón Zenit San Petersburgo 1.er título |

### Incidencias
Partido disputado en el Stade Louis II de Mónaco ante aproximadamente 18.000 personas. Danny Alves fue elegido mejor jugador del encuentro.